# أندريس سواريز
أندريس سواريز (بالإسبانية: Andrés Suárez)‏ هو مغن مؤلف إسباني، ولد في 16 أبريل 1983 في فيرول في إسبانيا.

## وصلات خارجية
- الموقع الرسمي
- أندريس سواريز على موقع ميوزك برينز (الإنجليزية)